# Карролл (округ, Айова)
Ка́рролл (англ. Carroll County) — округ в США, штате Айова. На 2000 год численность населения составляла 21 427 человек. По оценке бюро переписи населения США в 2009 году население округа составляло 20 674 человек. Окружным центром является город Карролл.

## История
Округ Карролл был сформирован 15 января 1851 года.

## География
Согласно данным Бюро переписи населения США, площадь округа Карролл составляет 1474 км².

### Основные шоссе
- Шоссе 20
- Шоссе 71
- Автострада 141

### Соседние округа
- Сок  (северо-запад)
- Калхун  (северо-восток)
- Грин  (восток)
- Гатри  (юго-восток)
- Одубон  (юг)
- Крофорд  (запад)

## Демография
По данным переписи населения 2000 года, в округе проживало 21 427 жителей. Среди них 24,7 % составляли дети до 18 лет, 19,3 % люди возрастом более 65 лет. 50,8 % населения составляли женщины.
Национальный состав был следующим: 98,6 % белых, 0,3 % афроамериканцев, 0,2 % представителей коренных народов, 0,5 % азиатов, 1,6 % латиноамериканцев. 0,4 % населения являлись представителями двух или более рас.
Средний доход на душу населения в округе составлял $18595. 9,1 % населения имело доход ниже прожиточного минимума. Средний доход на домохозяйство составлял $48792.
83,7 % взрослого населения имело законченное среднее образование, а 16,0 % имело высшее образование.